# Tydings-McDuffie Act
Il Tydings–McDuffie Act, ufficialmente Philippine Independence Act, fu una legge federale degli Stati Uniti d'America entrata in vigore il 24 marzo 1934; la legge, fondamentalmente, fissò la procedura per concedere alle Filippine, all'epoca ancora un possedimento degli Stati Uniti, una piena indipendenza al termine di un periodo di transizione della durata di dieci anni. La legge fissò i paletti per la redazione per la prima Costituzione delle Filippine, la cui approvazione nel 1935 portò all'istituzione del Commonwealth delle Filippine sotto un governo per la prima volta eletto dagli stessi filippini.
La legge porta i nomi dei suoi due promotori, il senatore del Maryland Millard Tydings e il rappresentante dell'Alabama John McDuffie.

## Storia
A lungo un possedimento della Spagna, le Filippine passarono sotto il controllo statunitense con il trattato di Parigi del 1898 conclusivo della breve guerra ispano-americana; tradendo le aspettative dei rivoluzionari locali, il governo statunitense si rifiutò di concedere alle Filippine una piena indipendenza e impose piuttosto un regime di tipo coloniale, innescando una lunga guerra di guerriglia conclusasi infine nel 1913 con la piena sconfitta degli indipendentisti filippini.
Il primo regime di governo delle Filippine dopo il passaggio sotto il controllo statunitense fu un'amministrazione provvisoria di occupazione militare (lo United States Military Government of the Philippine Islands), istituita ufficialmente il 14 agosto 1898: l'autorità di governo sull'arcipelago era esercitata dal comandante in capo delle forze armate statunitensi stanziate nelle Filippine, secondo un regime di legge marziale. Un primo passaggio a un'amministrazione civile si ebbe nel 1900, quando una commissione governativa nominata dal presidente William McKinley (la Commissione Taft) iniziò a esercitare la funzione legislativa oltre ad alcuni limitati compiti esecutivi. La fine della fase più intensa della guerra filippino-statunitense portò all'approvazione, il 1º luglio 1902, del Philippine Organic Act da parte del Congresso degli Stati Uniti d'America: la legge abrogò il regime di occupazione militare e istituì un'amministrazione civile per le Filippine, l'Insular Government of the Philippine Islands, secondo la veste giuridica di "area insulare" degli Stati Uniti gestita dal Bureau of Insular Affairs. Nel nuovo assetto, il potere esecutivo era detenuto da un governatore generale delle Filippine nominato dal presidente degli Stati Uniti previa approvazione del Senato, mentre quello legislativo era attribuito a un parlamento bicamerale (Philippine Legislature) composto da una camera bassa eletta localmente e una camera alta composta dai membri della vecchia Commissione Taft di nomina presidenziale.
La prima esplicita previsione della concessione dell'indipendenza alle Filippine venne espressa nel Philippine Autonomy Act o Jones Act, approvato dal Congresso il 29 agosto 1916; benché il proposito dell'indipendenza fosse sostenuto convintamente dall'allora presidente Woodrow Wilson, l'atto del Congresso non fissava tuttavia alcuna data precisa per attuare questa intenzione. Il Jones Act, ad ogni modo, estese i poteri dei filippini in materia legislativa, strutturando l'assemblea locale in un Senato e in una Camera dei rappresentanti entrambe elette dal popolo; agli Stati Uniti venivano comunque riservati i pieni poteri in materia di difesa e affari esteri. La progressiva apertura dell'attività politica ai filippini portò alla formazione dei primi partiti politici, e il Partito Nazionalista delle Filippine di Manuel L. Quezon e Sergio Osmeña si impose come forza dominante nell'assemblea legislativa e principale propugnatore dell'indipendenza della nazione. Nel corso degli anni 1920 l'assemblea filippina si fece promotrice di diverse "missioni per l'indipendenza", inviando delegazioni al Congresso degli Stati Uniti per perorare la causa dell'indipendenza; queste missioni riuscirono a fare breccia solo all'inizio degli anni 1930, potendo contare su un'insolita alleanza con gli agricoltori e i proprietari terrieri statunitensi danneggiati dagli effetti della "grande depressione": questi ultimi ritennero che l'indipendenza delle Filippine fosse un buon modo per risollevare i loro interessi escludendo dal mercato interno degli Stati Uniti i prodotti agricoli filippini, con la motivazione che si sarebbe trattato di beni importati da una nazione estera.
Il 17 gennaio 1933 il Congresso approvò quindi l'Hare–Hawes–Cutting Act, rovesciando il veto messo dal presidente Herbert Hoover sulla prima formulazione del testo: la legge stabilì espressamente che le Filippine sarebbero giunte a una piena indipendenza al termine di un periodo transitorio della durata di dieci anni, pur riservando agli Stati Uniti una serie di diritti in materia di possesso di basi militari nel paese; la legge inoltre fissava delle tariffe doganali e quote di importazione sui beni filippini esportati verso gli Stati Uniti, e introduceva barriere all'immigrazione dei filippini sul suolo statunitense. Per entrare in vigore la legge richiedeva il voto favorevole del Senato filippino, ma il Partito Nazionalista si spaccò sulla questione a causa di una faida interna tra Quezon e Osmeña in merito alla possibilità di ottenere termini più favorevoli alle Filippine; alla fine, il Senato di Manila respinse l'approvazione della legge. Quezon si fece subito promotore di una nuova "missione per l'indipendenza" a Washington, ma gli ulteriori negoziati avviati non portarono fondamentalmente ad altro che a mere correzioni formali al testo del precedente Hare–Hawes–Cutting Act, confluite quindi in un nuovo testo di legge.

## La legge
Il Philippine Independence Act, divenuto noto come Tydings–McDuffie Act dal nome dei suoi due promotori, fu promulgato dal presidente Franklin Delano Roosevelt il 24 marzo 1934 dopo il voto favorevole di entrambi i rami del Congresso statunitense; come la precedente anche quest'ultima legge richiedeva il voto favorevole del Senato filippino per la sua entrata in vigore, approvazione che questa volta venne concessa senza problemi il 1º maggio 1934 dopo che il dissidio tra Quezon e Osmeña si fu ricomposto.
Il Tydings-McDuffie Act specificava il quadro procedurale per la stesura di una costituzione filippina e per la creazione del governo del nuovo Commonwealth delle Filippine, da portarsi a termine entro un periodo di due anni dalla sua emanazione. La legge specificava una serie di disposizioni da inserire obbligatoriamente nella costituzione filippina, e imponeva l'approvazione finale della costituzione da parte tanto del presidente degli Stati Uniti quanto del popolo filippino. Il nuovo Commonwealth delle Filippine sarebbe stato autonomo nelle questioni di politica interna, ma agli Stati Uniti sarebbero stati riservati i poteri principali in materia di difesa, politica estera e monetaria; agli Stati Uniti sarebbe stato concesso il potere di imporre dazi doganali sui prodotti filippini, ma secondo un regime di gradualità (poi emendato a favore delle Filippine nel 1939). In luogo del precedente governatore generale, agli Stati Uniti sarebbe stata riservata la nomina di un "alto commissario delle Filippine", i cui poteri erano però in larga parte cerimoniali e diplomatici; il pieno potere esecutivo sarebbe spettato a un presidente delle Filippine eletto dal popolo. Una volta scaduto il periodo transitorio di dieci anni, gli Stati Uniti avrebbero quindi riconosciuto l'indipendenza delle Filippine come nazione separata e autonoma
Prima che l'indipendenza avesse luogo, la legge consentiva agli Stati Uniti di mantenere forze militari nelle Filippine e di chiamare tutte le forze armate del governo filippino al servizio militare degli Stati Uniti. Una volta proclamata l'indipendenza tutte le strutture militari statunitensi nelle Filippine sarebbero state cedute alla nuova nazione; la legge autorizzava tuttavia il presidente degli Stati Uniti, entro due anni dall'indipendenza, a negoziare la cessione di basi navali e stazioni di rifornimento nelle Filippine a favore degli Stati Uniti.

### La questione dell'immigrazione
La legge riclassificava tutti i filippini, inclusi coloro che già vivevano negli Stati Uniti, come stranieri ai fini delle leggi statunitensi in materia di immigrazione, e fissava una quota di ingresso massima di 50 immigrati annuali dalle Filippine. Prima dell'approvazione del Tydings–McDuffie Act, i filippini erano classificati come "nazionali" statunitensi ma non come pieni cittadini degli Stati Uniti, e sebbene fosse loro concesso di emigrare negli Stati Uniti in modo relativamente libero gli erano negati i diritti di naturalizzazione, salvo che non fossero nati sul suolo statunitense.
La quota di migranti fissata dalla legge era talmente bassa da risultare completamente irrealistica, e di fatto l'immigrazione dalle Filippine continuò a livelli molto più alti di quanto fissato nel Tydings–McDuffie Act: ciò era dovuto alla forza delle lobby agricole, in particolare i piantatori di zucchero delle Hawaii, che furono in grado di esercitare con successo pressioni sul governo federale per consentire a più lavoratori agricoli filippini di sesso maschile l'ingresso negli Stati Uniti, a condizione che ne venisse dimostrata la necessità; questo portò a un rapido incremento della popolazione filippina nelle Hawaii, la quale ad un certo punto rappresentava il 25% di tutti i lavoratori agricoli della regione. Il Tydings–McDuffie Act estese inoltre alle Filippine le previsioni dell'Immigration Act of 1924, il che ostacolò notevolmente la vita familiare dei filippini emigrati negli Stati Uniti: qualsiasi filippino che desiderasse andare nelle Filippine e poi tornare negli Stati Uniti sarebbe stato soggetto alle severe restrizioni sull'immigrazione asiatica imposte dall'Immigration Act, al punto che probabilmente non sarebbe mai stato autorizzato a tornare. La bassissima quota di immigrati concessi bloccò inoltre, di fatto, la possibilità di ricongiungimenti familiari tra i filippini emigrati negli Stati Uniti e le famiglie rimaste nelle Filippine, separandoli per diversi anni.
L'entrata in vigore del Tydings–McDuffie Act portò all'approvazione, il 10 luglio 1935, del Filipino Repatriation Act of 1935: la legge stabiliva un sistema di finanziamenti pubblici a favore di quei filippini residenti negli Stati Uniti che avessero scelto di rientrare nella nazione di origine, in pratica pagando loro il viaggio di rientro; la misura aveva un fine sia umanitario (molti immigrati filippini rimasti disoccupati a causa della grande depressione non avevano i mezzi finanziari per tornare nel paese d'origine) che politico, puntando a ridurre la presenza di asiatici negli Stati Uniti. A causa della quasi impossibilità di rientrare negli Stati Uniti una volta fatto ritorno nelle Filippine, pochissimi immigrati filippini sfruttarono le previsioni della legge: prima che nel 1940 il Filipino Repatriation Act fosse annullato per incostituzionalità dalla Corte suprema, solo circa 2 200 filippini accettarono i finanziamenti statali per tornare nel paese d'origine.
Le previsioni del Tydings-McDuffie Act in materia di immigrazione furono poi modificate dal Luce–Celler Act of 1946, promulgato dal presidente Harry Truman il 2 luglio 1946: la nuova legge alzò a 100 la quota annuale di immigrati dalle Filippine, ma soprattutto concesse agli immigrati filippini la possibilità di naturalizzarsi e diventare pieni cittadini degli Stati Uniti..